# Yossi Cohen

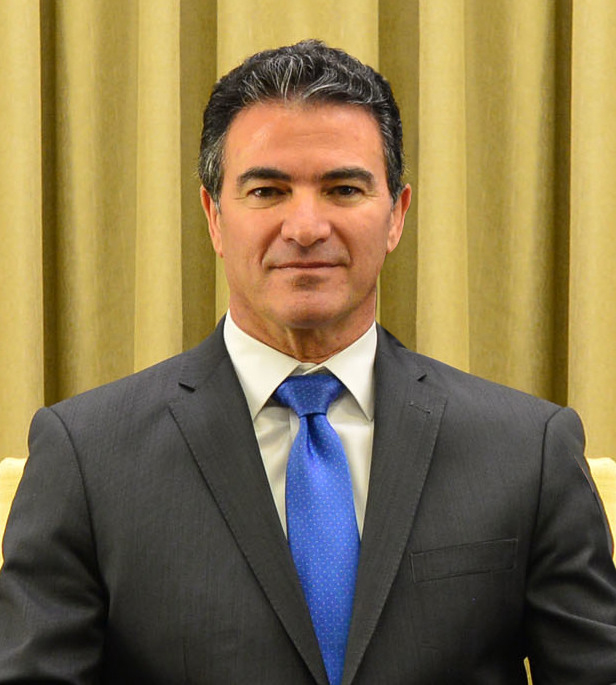
Yossi Cohen in 2016

Yosef "Yossi" Meir Cohen (Hebreeuws: יוסף מאיר כהן; Jeruzalem, 10 september 1961) is een Israëlische inlichtingenofficier, die diende als directeur van de Mossad, de nationale inlichtingendienst van Israël, tussen 2016-2021.

## Controversiële bezigheden
Cohen was verwikkeld in de corruptiezaken waarvan Benjamin Netanyahu beschuldigd werd en fungeerde als zijn 'onofficiële boodschapper'.
In 2021 had Cohen geheime ontmoetingen met de voormalige openbare aanklager van het Internationaal Strafhof, Fatou Bensouda, nadat Israël was aangeklaagd voor oorlogsmisdaden en er een onderzoek naar werd ingesteld. Hij probeerde haar over te halen om de eisen van Israël in te willigen. Hij begon haar ook te bedreigen, en trok haar gesprekken na met haar echtgenoot om haar in diskrediet te kunnen brengen. Dit kwam aan het licht toen Karim Khan Bensouda opvolgde en aanhoudingsbevelen aankondigde tegen onder anderen Premier Netanyahu en Yoav Gallant. Khan kreeg vervolgens ook te maken met grote druk vanuit de VS.
- Gemeinsame Normdatei: 1163911348
- International Standard Name Identifier: 0000 0000 5458 3142
- Library of Congress Control Number: nr98010196
- Nationale Bibliotheek van Israël: 987007285934305171
- Virtual International Authority File: 19590538
- WorldCat: E39PBJbCGrBQVCtXVkC6c7wwG3